# Humr americký
Humr americký (Homarus americanus) je druh korýše z čeledi humrovití (Nephropidae), který se vyskytuje při východním pobřeží Severní Ameriky, zejména od Labradoru po New Jersey. Délka těla může dosahovat až 64 cm a hmotnost přes 20 kg, což z něj činí nejtěžšího korýše na světě, ale také nejtěžšího ze všech žijících druhů členovců. Jeho nejbližším příbuzným je humr evropský (Homarus gammarus), kterého lze rozlišit podle zbarvení a absence ostnů na spodní straně rostra. Američtí humři jsou obvykle modrozelení až hnědí s červenými ostny, ale bylo u nich pozorováno i několik jiných barevných variací.

## Rozšíření
Humr americký je rozšířen podél atlantického pobřeží Severní Ameriky, od Labradoru na severu až po mys Hatteras v Severní Karolíně na jihu. Jižně od New Jersey je tento druh neobvyklý a úlovky tohoto druhu v Delaware, Marylandu, Virginii a Severní Karolíně tvoří obvykle méně než 0,1 % všech úlovků. Fosilní klepeta přiřazená tomuto druhu byla nalezena v Nantucketu a jsou datována do pleistocénu. V roce 2013 byl humr americký uloven i na Frallonských ostrovech u pobřeží Kalifornie. Zavlečen byl i do Norska a potenciálně i na Island.

## Popis

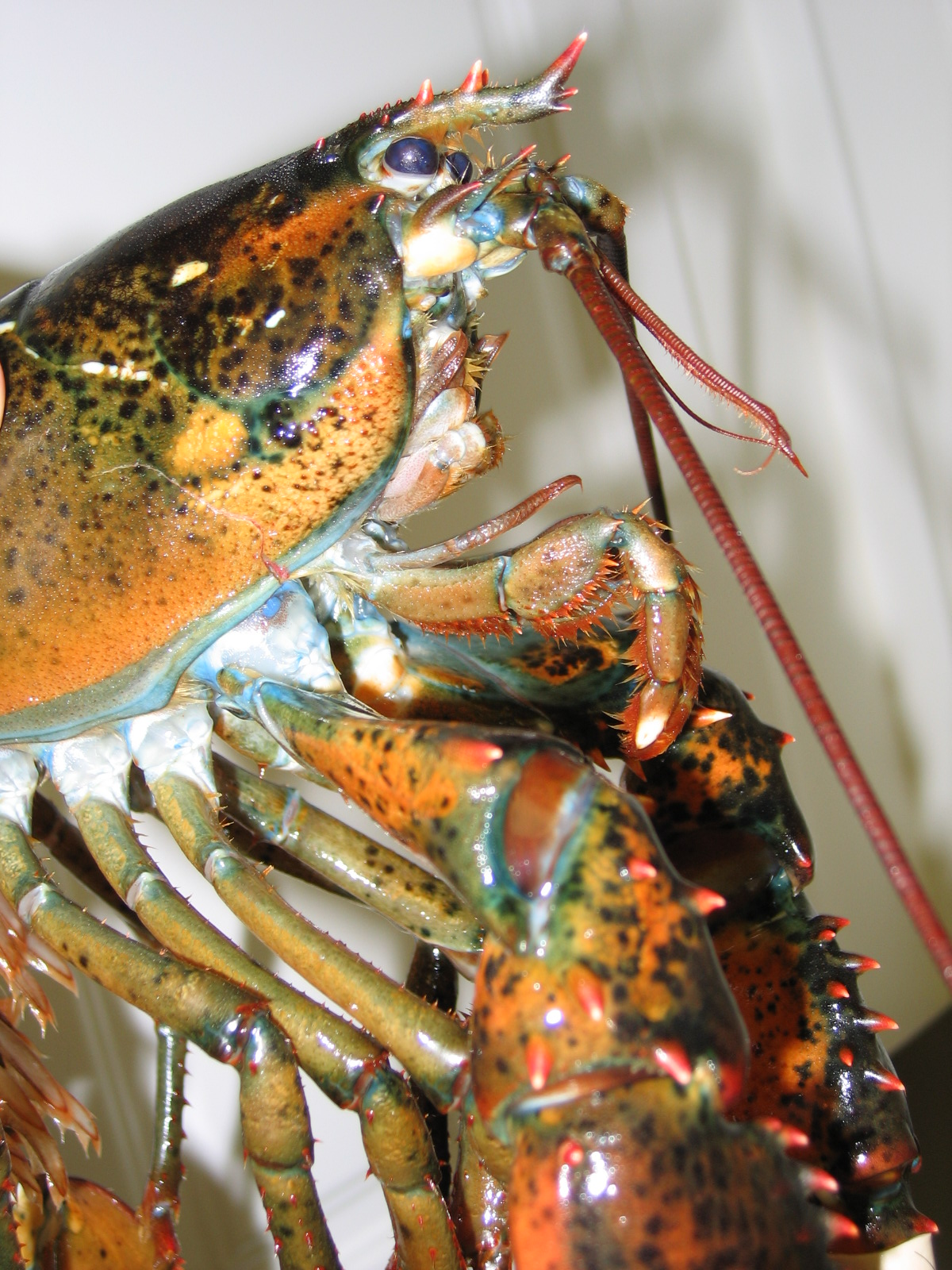
Detailní pohled na přední část těla humra

Humr americký běžně dosahuje délky 20 až 61 cm a váhy 450 až 4080 g, ale byl zaznamenán i jedinec vážící více než 20 kg. Spolu s druhem Sagmariasus verreauxi je také nejdelším desetinožcem na světě. Nejdelší humří američtí dosahují délky těla (bez klepet) 64 cm. Podle Guinnessovy knihy rekordů byl nejtěžším zaznamenaným korýšem humr americký ulovený u Nového Skotska v Kanadě, který vážil 20,1 kg.
Nejbližším příbuzným humra amerického je humr evropský. V umělých podmínkách se mohou oba druhy křížit, ale existence jejich hybridů ve volné přírodě je nepravděpodobná, neboť se jejich areály rozšíření nepřekrývají. Oba druhy od sebe lze rozlišit podle několika znaků:
- rostrum humra amerického nese na spodní straně jeden nebo více ostnů, které u humra evropského chybí
- trny na klepetech humra amerického jsou červené nebo s červenou špičkou, zatímco u humra evropského jsou bílé nebo s bílou špičkou
- spodní strana klepeta humra amerického je oranžová nebo červená, zatímco u humra evropského je krémově bílá nebo velmi světle červená

### Hlava
Tykadla jsou dlouhá přibližně 51 mm a jsou rozdělena do struktur ve tvaru Y se špičatými konci. Na každé špičce je místo s chomáčky chloupků. Tyto chloupky jsou pokryty několika nervovými buňkami, které dokáží detekovat pachy. Větší a silnější chloupky nacházející se podél okrajů řídí tok vody obsahující molekuly pachu k vnitřním senzorickým chloupkům. Kratší tykadla poskytují dalších senzory čichu. Díky dvojici čichových orgánů dokáže humr lokalizovat směr, odkud pach přichází, podobně jako lidé slyší směr, odkud přichází zvuk. Kromě vnímání pachů dokáží díky tykadlům odhadnout rychlost vody, což jim zlepšuje orientaci.
Humři mají dva močové měchýře, které se nacházejí po obou stranách hlavy. Humři používají pachy ke sdělení, kde se nacházejí. Tyto charakteristické pachy obsahuje humří moč. Pokud humři v okolí detekují soka nebo potenciálního partnera, vypouštějí jeden až dva metry před sebe oblaky moči.

### Hruď
První pár nohou je vyzbrojen velkým, asymetrickým párem klepet. Větší z nich má drtící funkci a jsou na něm zaoblené uzlíky sloužící k drcení kořisti, druhé klepeto, které má ostré vnitřní hrany, se používá k držení nebo trhání kořisti. Podle toho na které straně se nachází větší klepeto je humr levák nebo pravák.

### Zbarvení
Obvyklé zbarvení humra amerického je modrozelené až hnědé s červenými trny. Toto zbarvení mají humři díky žlutým, modrým a červeným pigmentům, které se přirozeně vyskytují v krunýři. Ve vzácných případech jsou tyto barvy zkreslené v důsledku genetických mutací nebo životních podmínek. Podle zprávy z roku 2012 došlo z nejasných důvodů k nárůstu těchto „vzácně“ zbarvených jedinců.
- Modré zbarvení se odhadem vyskytuje s četností 1 ku 2 milionům. Někteří humři zmodrají v důsledku genetické mutace, která způsobuje, že humr produkuje nadměrné množství určitého proteinu.[19] Protein a červená molekula karotenoidu známá jako astaxanthin se spojují a vytváří modrý komplex známý jako crustacyanin, který dodává humrovi modrou barvu.[20] I přes odhad nízké četnosti výskytu tohoto zbarvení, nemusí být tak vzácné, jak se předpokládá vzhledem k tomu, kolik humrů je v daném roce uloveno. David Spiegelhater z Cambridgské univerzity poukázal na to, že hrubá analýza ukazuje, že v severním Atlantiku je každý rok uloveno 200 milionů humrů. Uvedl, že pokud je pravděpodobnost správná, znamenalo by to, že 100 z nich by mělo mít modré zbarvení. Spiegelhalter dospěl k závěru, že úlovky nejsou až tak překvapivé a že se tito humři pravděpodobně objevují během většiny sezón.[21] V každém případě, když jsou modří humři uloveni, jsou buď vypuštěni zpět do moře, nebo umístěni do místních akvárií.[22][23][24]
- Červené zbarvení (u živých humrů) se odhadem vyskytuje u 1 humra z 10 milionů.[19] Typicky se tato barva vyskytuje u vařených humrů, kdy je způsobena reakcí astaxanthinu s vroucí vodou.[25][26] Ředitel Bob Bayer z Humřího institutu na Univerzitě v Maine v roce 2016 uvedl, že „genetika červených humrů není ve srovnání s modrými humry tak dobře objasněna“.[27]
- Žluté nebo oranžové zbarvení se odhadem vyskytuje s četností 1 ku 30 milionům. Žlutí humři jsou výsledkem blíže neurčené vzácné genetické mutace, zatímco oranžové zbarvení je způsobeno nedostatkem proteinů, které pomáhají vázat různé pigmenty.[19][28] Žlutí a oranžoví humři se obvykle umisťují do akvárií, protože predátoři je snadno spatří, pokud jsou vypuštěni zpět do volné přírody.[18][29]
- Rozdělené zbarvení na poloviny se vyskytuje odhadem s četností 1 ku 50 milionům.[19] Bylo uloveno několik humrů, kteří měli odlišné zbarvení na levé a pravé straně těla. Podle výzkumníka z University of Rhode Island je toto rozdělené zbarvení výsledkem genetické poruchy, která způsobuje, že se obě strany humra vyvíjejí nezávisle.[30] Humři s rozděleným zbarvením (s výjimkami) často vykazují pohlavní znaky obou pohlaví.
- Duhové nebo bílé zbarvení (albín) se odhadem vyskytuje s četností 1 ku 100 milionům.[19] Albíni zcela postrádají barevné pigmenty.[31] „Bílí“ humři, kteří mají v krunýři stále stopové množství barvy, jsou podobně vzácní. V takovém případě nejde o albinismus, ale o leucismus.

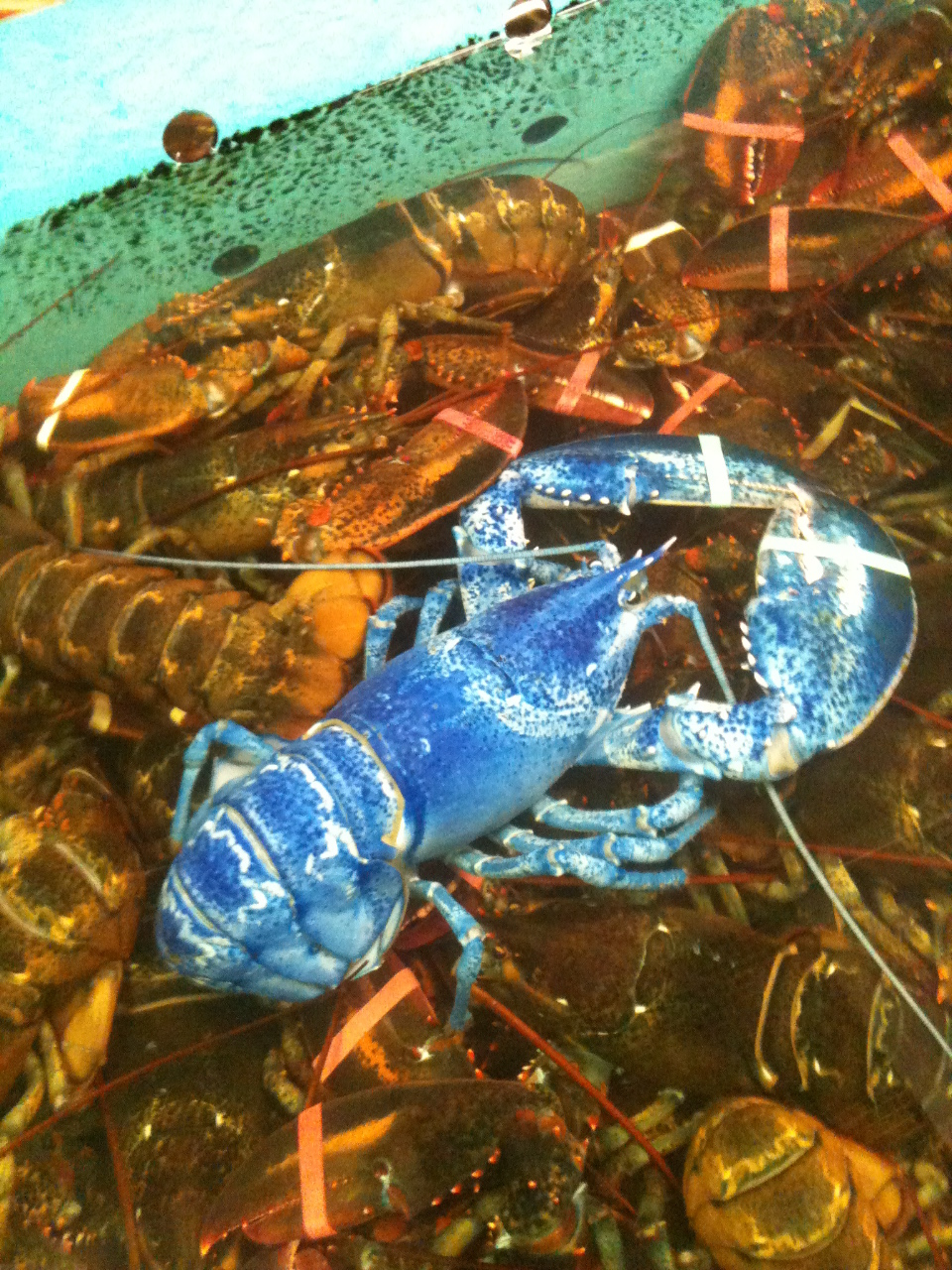
Modré zbarvení
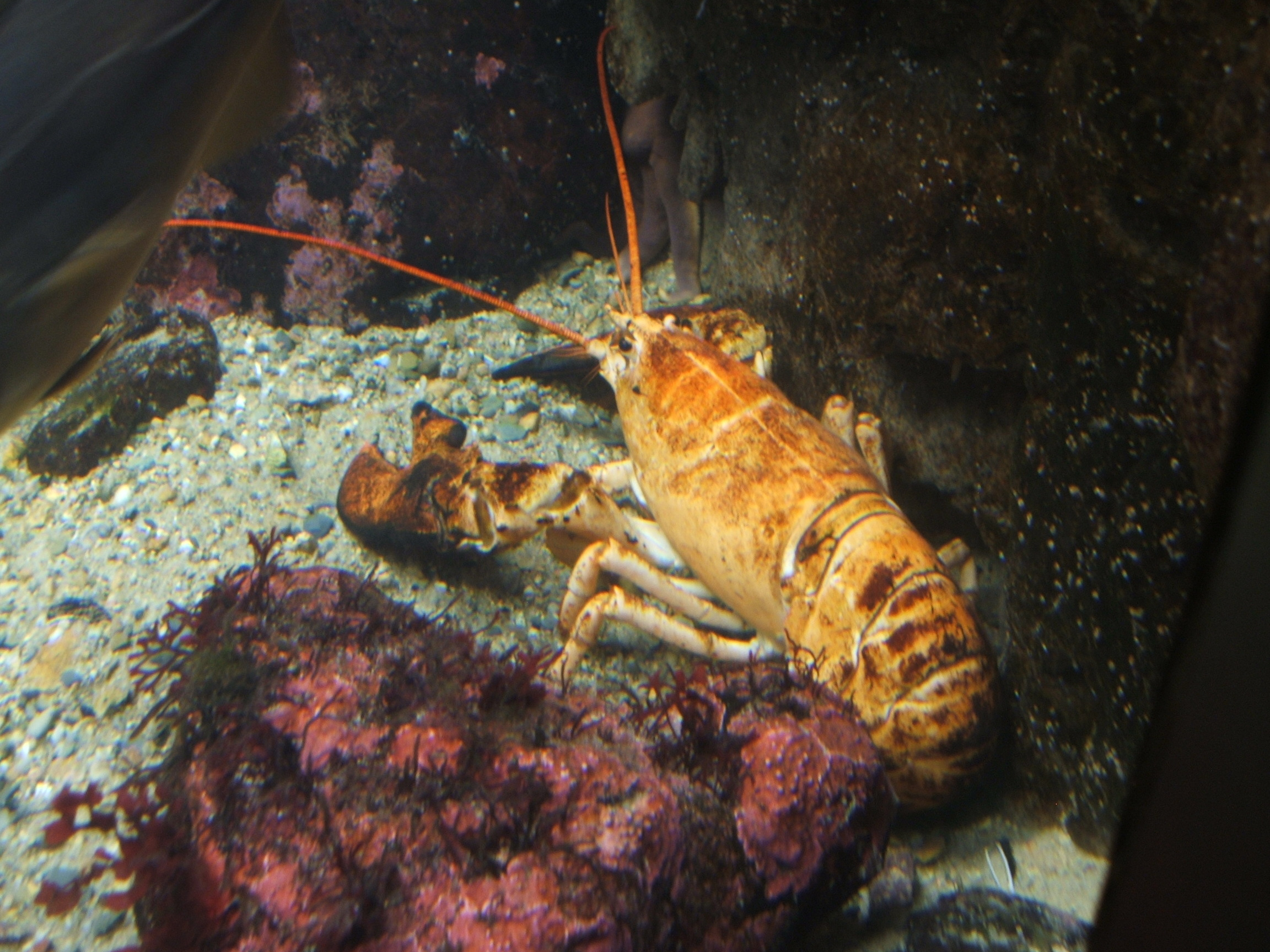
Žluté zbarvení
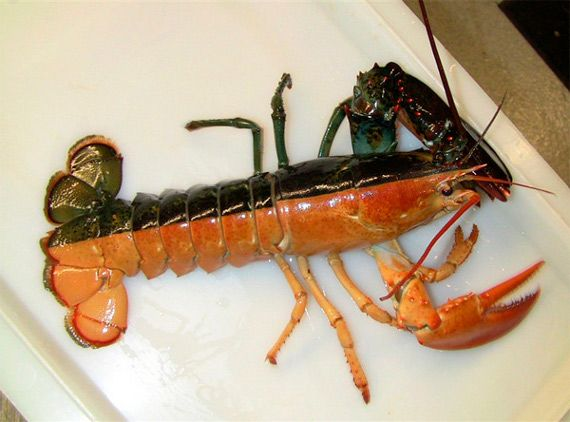
Různě barevné poloviny těla
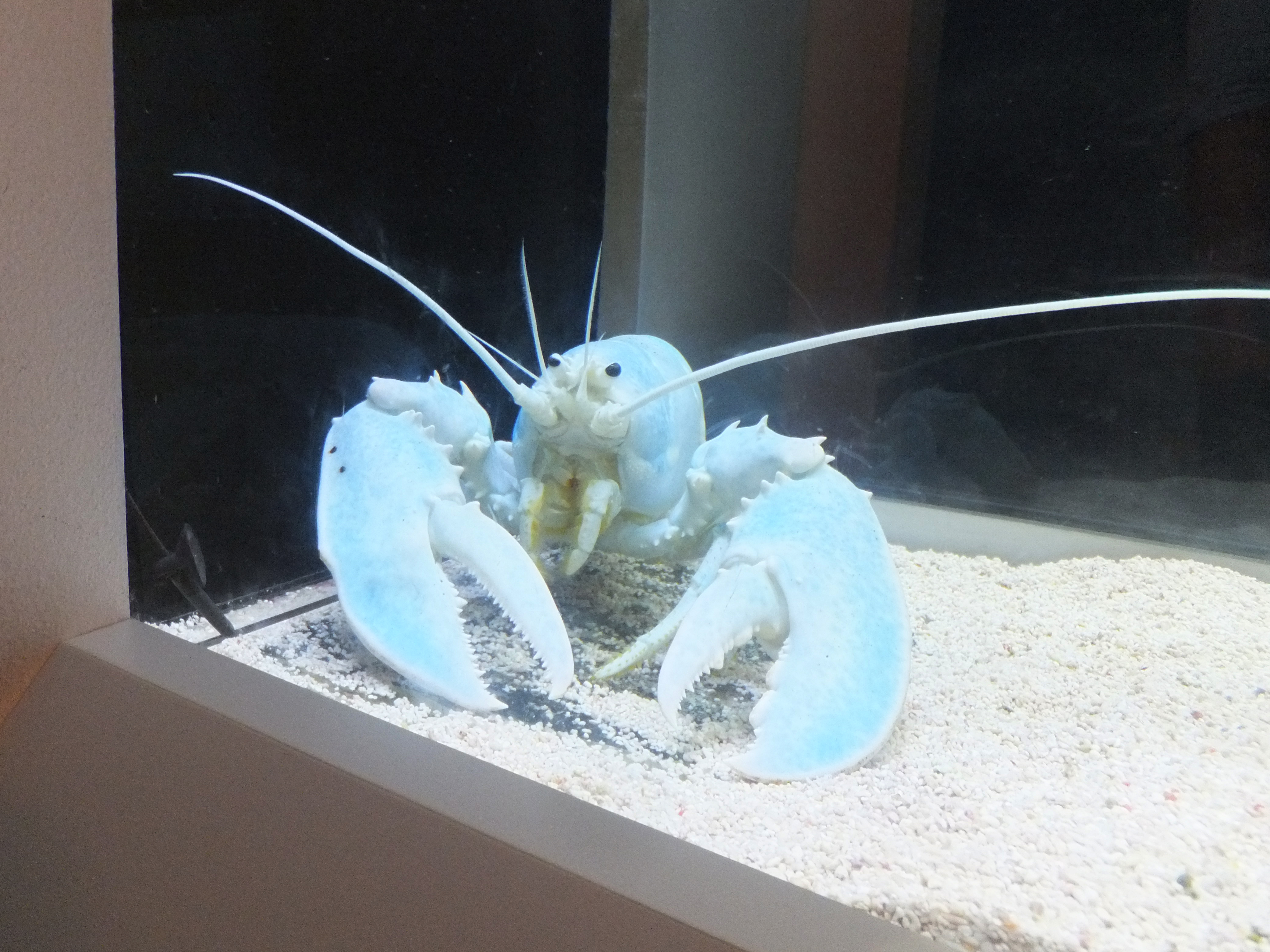
Světle modré zbarvení

## Životní cyklus

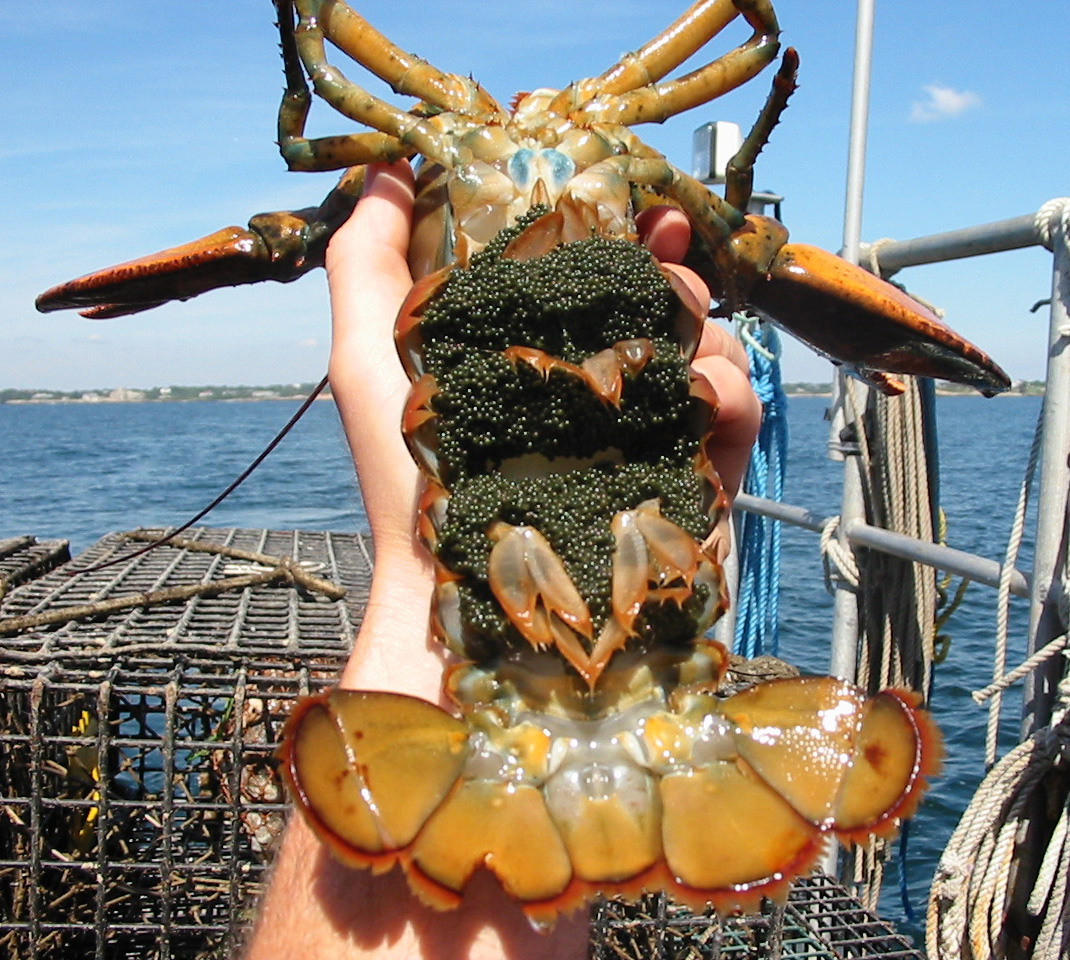
Samice humra nosí vajíčka na nohách

K páření dochází krátce poté, co se samice svlékne a její exoskelet je stále měkký. Samice uvolňuje feromon, který způsobuje, že samci se stanou méně agresivními a začnou s námluvami, které zahrnují námluvný tanec se zavřenými klepety. Samec nakonec vloží spermatofory (sáčky se spermiemi) do samičího semenného obalu pomocí prvního páru noh. Samice může spermie uchovávat až 15 měsíců.
Samice klade vajíčka vejcovody, které procházejí semenným pouzdrem a jsou oplodněna uloženými spermiemi. Poté jsou pomocí lepidla připevněna k nohám samice, kde o ně samice pečuje, dokud nejsou připravena k líhnutí. Samice pravidelně čistí vajíčka a ovívá je vodou, aby je udržovala okysličená. Vajíčka jsou velká a telolecitální. Protože toto období trvá deset až jedenáct měsíců, lze takovéto samice nalézt kdykoli během roku. Ve vodách u Nové Anglie jsou vajíčka kladena obvykle v červenci nebo srpnu a líhnou se během následujícího května nebo června. Vyvíjející se embryo prochází ve vajíčku několika svlékáními, než se vylíhne jako larva zvaná metanauplius. Když se larvy líhnou, samice je uvolňuje máváním ocasu ve vodě a vypustí tak velké množství larev.

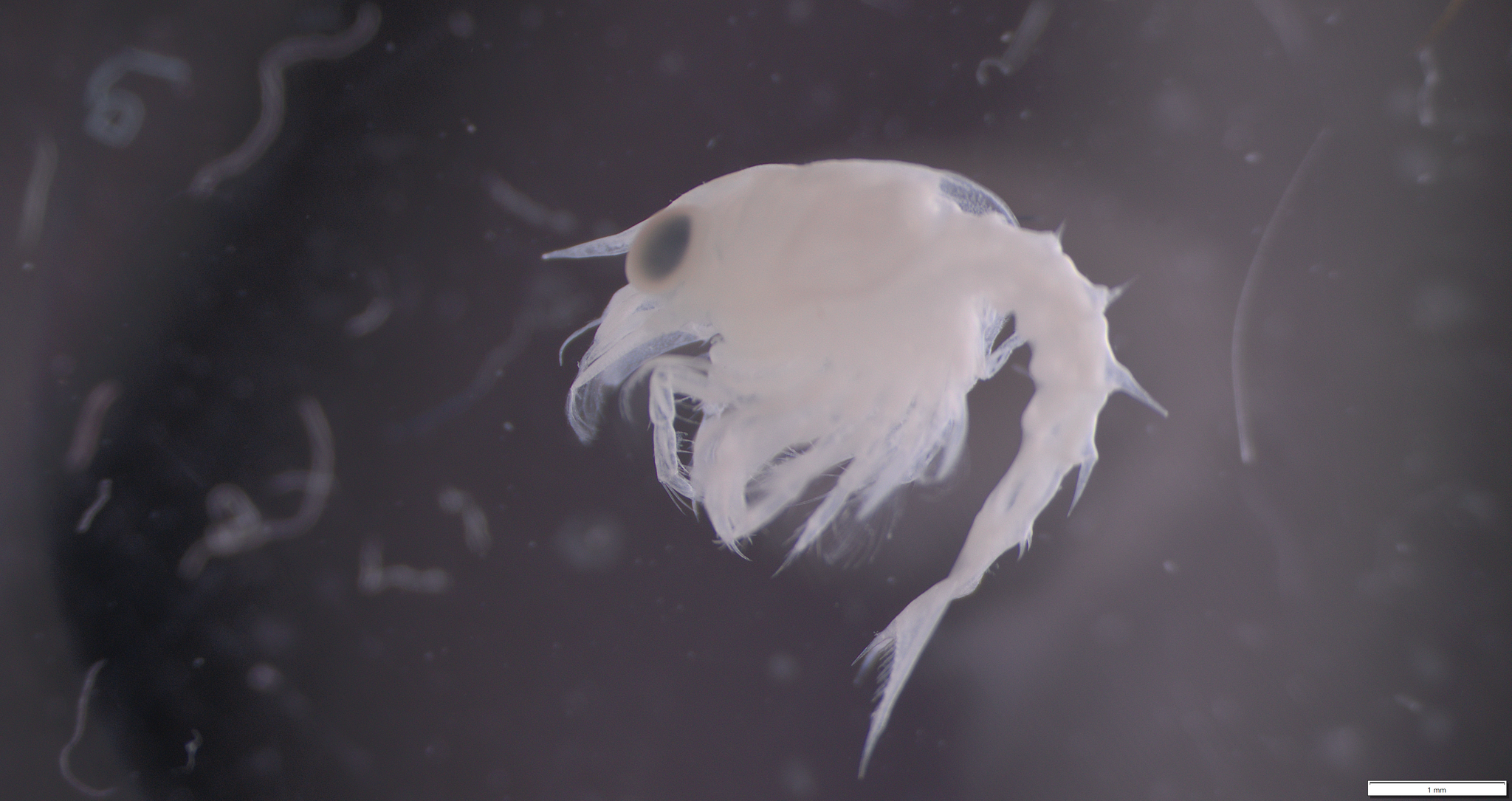
Zoea

Metanauplius humra amerického je dlouhý 8,5 mm, je průhledný, s velkýma očima. Rychle se svléká a další tři stádia jsou podobná, ale větší. Toto svlékání trvá deset až dvacet dní, během nichž jsou planktonické larvy zranitelné vůči predátorům, předpokládá se, že pouze 1 larva z 1000 přežije do juvenilního stádia. Aby larva dosáhla čtvrtého stádia, postlarválního, prochází metamorfózou a následně již vykazuje mnohem větší podobnost s dospělými jedinci, je dlouhá asi 13 mm a je schopná aktivního pohybu. V této fázi jsou humrova klepeta stále relativně malá, takže se v případě ohrožení spoléhají především na útěk.
Po dalším svlékání humr klesá na dno oceánu a zaujímá bentický styl života. Svléká se stále méně často, z počáteční frekvence desetkrát ročně na jednou za několik let. Po jednom roce dosahuje humr délky 25 až 38 mm a po šesti letech může vážit 450 g. Než dosáhne minimální velikosti pro vylovení, může se jedinec svléknou 25 až 27krát a poté každé svlékání může signalizovat 40 až 50% nárůst hmotnosti a 14% nárůst délky krunýře. Pokud se dospělí humři cítí ohroženi, obvykle se rozhodnou bojovat, pokud již nepřišli o klepeta.

## Ekologie
Humrům americkým se daří v chladných, mělkých vodách, kde je mnoho skal a dalších míst, kde se můžou schovat před predátory. Obvykle žije v hloubce 4 až 50 m, ale lze je nalézt až do hloubky 480 m.

### Potrava
Přirozená potrava humra amerického je relativně konzistentní, a to i na různých stanovištích. Dominují v ní měkkýši (Mollusca) (zejména slávky, škeble a mořští šneci), ostnokožci (Echonodermata) a mnohoštětinatci (Polychaeta), ačkoli může konzumovat širokou škálu dalších typů kořisti, včetně jiných korýšů (jako jsou krabi (Brachyura)), hadic (Ophiuroidea), žahavců (Cnidaria) a malých ryb (Pisces). Živí se také mrtvými živočichy, řasami a vochou (Zostera). Protože humři někdy jedí svůj vlastní svléknutý krunýř, předpokládalo se, že jsou to kanibalové, ale v divočině nikdy nebylo kanibalské chování zaznamenáno. Bylo prokázáno, že humři v Maine získávají 35 až 55 % svého energetického příjmu ze sledě, který se používá jako návnada do pastí na humry. Pouze 6 % humrů, kteří se dostanou do pastí na humry je skutečně chyceno.

### Nemoci

#### Bakteriální onemocnění
Grafkémie neboli červenoosacá choroba je extrémně virulentní infekční onemocnění humrů způsobené bakterií Aerococcus viridans. K úhynu původně zdravých jedinců stačí několik bakteriálních buněk. Triviální název byl odvozen od tmavě oranžového zbarvení břišní části nakažených humrů. Ve skutečnosti se jedná o hemolymfu viditelnou skrz tenké ventrální artrodiální membrány. Červené zbarvení pochází z astaxanthinu, karotenoidního pigmentu, který se v době stresu vylučuje do hemolymfy. Stejný příznak je pozorován i u jiných onemocnění humrů a zdá se, že se jedná o nespecifickou stresovou reakci, pravděpodobně související s antioxidačními a imunostimulačními vlastnostmi molekuly astaxanthinu.
Epizootická choroba krunýře je bakteriální infekce, která způsobuje černé léze na hřbetním krunýři humrů, snižuje jejich prodejnost a někdy má pro humry i fatální následky.
Onemocnění humrů způsobené systémovou infekcí bakterií Vibrio fluvialis (nebo podobným druhem) způsobuje letargii a úhyn humrů.

#### Parazitická onemocnění
Paramébóza je infekční onemocnění humrů způsobení nakažením sarkomastigoforanem (amébou) Neoparamoeba pemaquidensis. Tento organismus také způsobuje amébovou chorobu žaber u chovaného lososa obecného (Salmo salar). Infekce se vyskytuje v celých tkáních a způsobuje granulomovité léze, zejména ve ventrálním nervovém provazci, meziprostorech hepatopankreatu a tykadlové žláze. Existuje silné podezření, že paramébóza hrála významnou roli v rychlém úhynu humrů v Long Island Sound, ke kterému došlo v létě roku 1999.

#### Choroby způsobené životním prostředím
V roce 2022 byla u humrů amerických v Long Island Sound popsána exkreční kalcinóza. Toto onemocnění způsobuje tvorbu mineralizovaných kamenů v tykadlech a žábrách. Při tomto onemocnění se humr postupně udusí. Jako příčina propuknutí tohoto onemocnění bylo navrženo několik důvodů. Nejčastěji uváděným faktorem je prodloužení trvání vyšších teplot na dně Long Island Sound.
Znečištění plasty také škodí humrům americkým. Konzumace mikroplastů může být pro larvy v raných stádiích smrtelná. U larev v pozdějších stádiích se spotřeba kyslíku s vysokou hladinou mikroplastů snižuje.

## Využití jako surovina pro lidskou spotřebu

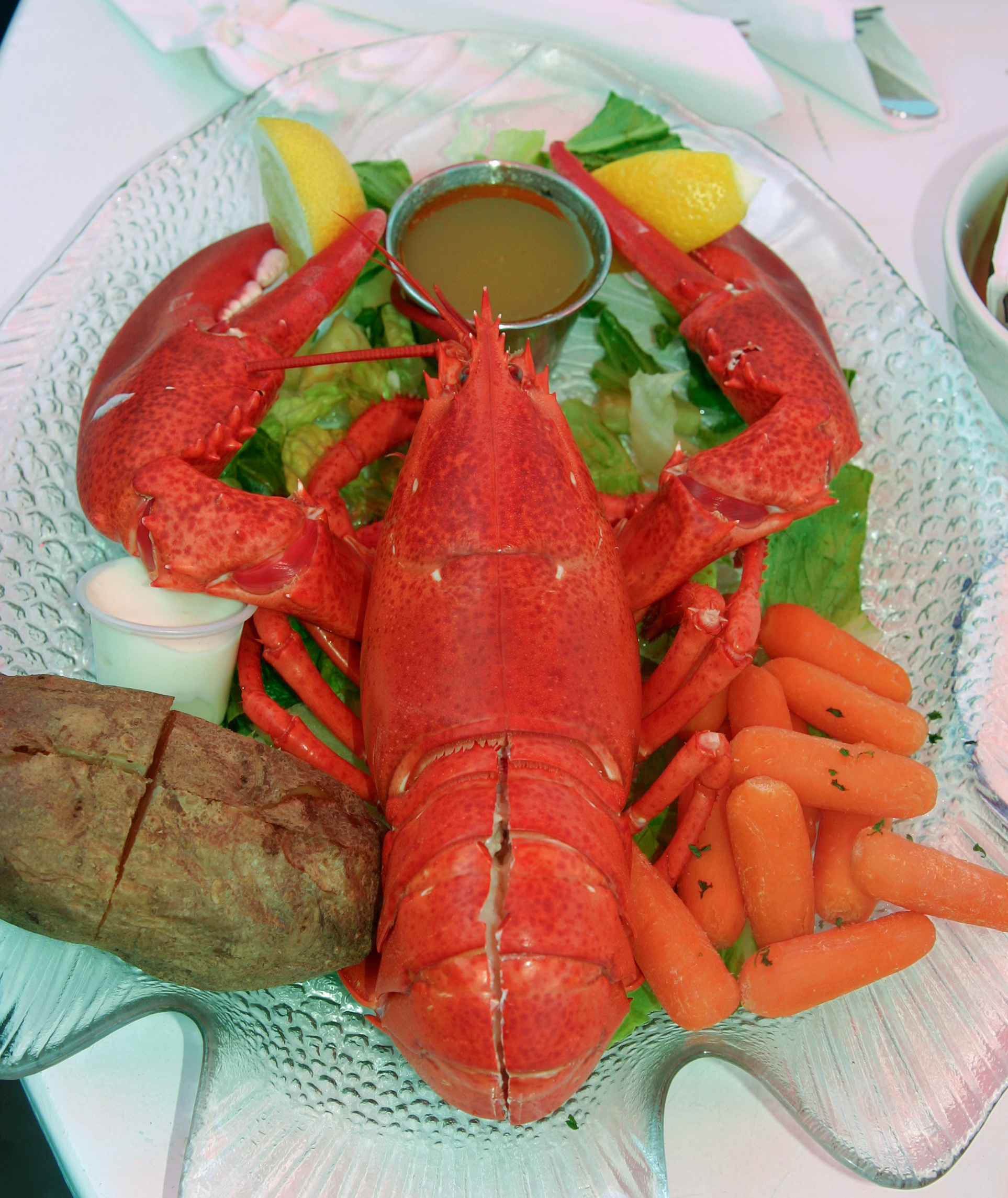
Vařený humr, Kanada

Humři američtí jsou oblíbenou surovinou pro lidskou spotřebu. Humří maso se obvykle vaří nebo dusí. Humři s tvrdými krunýři, tedy takoví, kteří jsou v době vylovení několik měsíců po svém posledním svlékání, mohou přežít mimo vodu čtyři až pět dní, pokud jsou uchováváni v chladničce. Humři s měkkými krunýři, tedy takoví, kteří se svlékli krátce před vylovením, nepřežijí mimo vodu déle než několik hodin. Humři se obvykle vaří zaživa, což může být v některých zemích nelegální a také je to velmi kontroverzní praxe.

### Severoamerický průmyslový lov humrů

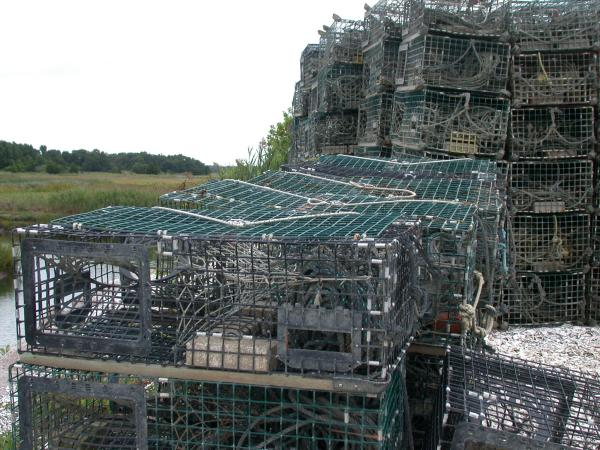
Pasti na lov humrů, Long Island Sound, nedaleko Guilfordu v Connecticutu

Většina humrů amerických pochází ze severovýchodního pobřeží Severní Ameriky, přičemž největšími producenty jsou atlantické provincie Kanady a americký stát Maine. Loví se primárně pomocí pastí na humry, ačkoli humři jsou také loveni jako vedlejší úlovek rybáři lovícími při dně, rybáři používajícími k rybolovu tenatové sítě a v některých oblastech je loví i potápěči. Maine zakazuje potápěčům lov humrů, za porušení tohoto zákazu hrozí pokuta do výše 1000 amerických dolarů. Maine také zakazuje vykládku humrů ulovených rybářskými sítěmi a jiným „mobilním vybavením“. Massachusetts nabízí potápěčům licence na lov humrů za poplatek, které jsou k dispozici pouze obyvatelům tohoto státu. Rhode Island také vyžaduje, aby si potápěči zakoupili k lovu povolení.
Pasti na humry jsou obdélníkové klece vyrobené z pozinkovaného ocelového pletiva nebo dřeva s vinylem potaženým vchodem. Do těchto klecí je umístěna návnada a jsou spuštěny na mořské dno. Umožňují humrovi vniknout, ale větším exemplářům ztěžují otočení a opuštění pasti. To umožňuje chytit humry živé. Tyto pasti jsou označeny na hladině plovoucí bójí a lovci humrů své pasti kontrolují za jeden až sedmi dní po jejich nastražení. Neefektivita systému odchytu neúmyslně zabránila nadměrnému lovu místní populace humrů. Humři mohou z pasti snadno uniknout a také ji mohou bránit před jinými humry, protože je zdrojem potravy. Odhaduje se, že 10 % humrů, kteří na past narazí, do ní vnikne a z nich je vyloveno přibližně 6 %.

#### Spojené státy americké
Ve Spojených státech amerických je odvětví lovu humrů regulováno. Každý lovec humrů musí používat měřidlo na humry k měření vzdálenosti od oční jamky humra ke konci jeho krunýře. Pokud je humr kratší než 83 mm, je příliš mladý na prodej a musí být vypuštěn zpět do moře. V Maine je také stanovena maximální velikost na 130 mm, která má zajistit přežití zdravé chovné populace dospělých samců, avšak v jiných státech takové omezení existovat nemusí. Pasti na humry také musí obsahovat únikový otvor neboli „ventil“, který umožňuje mladým humrům a jiným druhům uniknout. Zákon v Maine a dalších státech nařizuje instalaci druhého velkého únikového otvoru. Tento otvor je uzavřen pomocí biologicky odbouratelných spon vyrobených ze železného kovu. Pokud se past ztratí, nakonec se otevře a umožní úlovku uniknout.
Aby se chránily samice, které jsou ve fázi rozmnožování, musí být humři ulovení s jikrami opatřeni zářezem na ocasní ploutvi. Poté nelze samici chovat ani prodávat. Tento zářez zůstává po dobu dvou svlékání humřího exoskeletu, což zajišťuje ochranu před úlovkem a pokračující dostupnost pro rozmnožování po dobu až pěti let.

#### Kanada
V Kanadě je za správu rybolovu odpovědné Ministerstvo pro rybolov a oceány v souladu se zákonem o rybolovu. Struktura řízení zahrnuje také různé další zákony, předpisy, nařízení a zásady. Humry americké mohou v Kanadě lovit pouze držitelé licencí na lov humrů. Humři jsou nejcennějším kanadským exportním artiklem z oblasti mořských plodů. Hodnota exportu v roce 2016 přesáhla 2 miliardy kanadských dolarů.